# Имлер, Луи
Луи Имлер (нидерл. Louis Imler; 1900—1993) — бельгийский миколог.

## Биография
Луи Имлер родился 27 марта 1900 года в городе Антверпен. Мать Имлера была актрисой, Имлер с детства интересовался искусством, сочинял небольшие пьесы и рассказы. Затем Имлер заинтересовался естественными науками, в особенности микологией. Познакомился с микологом Раймоном Наво. В возрасте 27 лет Имлер стал членом Микологического общества Франции. Переписывался с французскими микологами Рене Мэром, Андре Мобланом и Эдуаром Жаном Жильбером. В 1946 году Имлер основал Антверпенский микологический кружок, на протяжении 40 лет был его президентом. Луи Имлер издал несколько научных публикаций, посвящённой грибам Бельгии. В монографии сыроежек Анри Романьези, издаваемой с 1932 по 1964 и переизданной в 1982—1986, использованы иллюстрации спор, сделанные Имлером. Луи Имлер скончался 28 февраля 1993 года в Схотене.

## Виды грибов, названные в честь Л. Имлера
- Imleria Vizzini, 2014
- Psathyrella imleriana Volders, 1997